# Charles Oakley
Charles Oakley (* 18. Dezember 1963 in Cleveland, Ohio) ist ein ehemaliger US-amerikanischer Basketballspieler der Chicago Bulls, New York Knicks, Toronto Raptors, Washington Wizards und Houston Rockets in der NBA. Der 2,06 Meter große Oakley spielte die Position des Power Forward und wurde für seine harte Verteidigungsarbeit „Oak“ (Eiche) genannt.

## Karriere
Oakley wuchs in Cleveland auf. Er war Schüler an der örtlichen John Hay High School. 2016 wurde eine Straße nahe der Schule nach Oakley benannt. Von 1980 bis 1989 studierte und spielte er an der Virginia Union University in der zweiten NCAA-Division. Mit insgesamt 1664 Rebounds stellte er eine Hochschulbestmarke auf. In der Saison 1984/85 kam Oakley für Virginia Unions Mannschaft auf Mittelwerte von 24,3 Punkten sowie 17,3 Rebounds je Begegnung und wurde als Spieler des Jahres der zweiten NCAA-Division ausgezeichnet.
Er wurde im NBA-Draft 1985 von den Cleveland Cavaliers an neunter Stelle ausgewählt, jedoch kurz darauf zu den Chicago Bulls transferiert. Dort hielt er dem jungen Michael Jordan dem Rücken frei, zu dem er bis heute eine enge Freundschaft pflegt. Oakley etablierte sich als harter Verteidiger und starker Rebounder, der pro Spiel 13 Punkte und 13 Rebounds erzielte.
Nach seinem ersten Profijahr wurde er in das NBA All-Rookie Team berufen. Gemeinsam mit den Stars Jordan und dem später hinzugekommenen Scottie Pippen erreichten die Bulls dreimal die NBA-Playoffs, scheiterten aber stets früh. Da die Mannschaft mit Horace Grant und Oakley zwei gute Power Forwards, aber keinen starken Center hatten, wurde Oakley 1989 zu den New York Knicks, im Austausch für Center Bill Cartwright, abgegeben.
In New York wurde Oakley Wasserträger von Center Patrick Ewing und wurde gemeinsam mit ähnlich harten Spielern wie Xavier McDaniel, Greg Anthony, Anthony Mason oder Charlie Ward Teil einer New Yorker Mannschaft, welche zweimal die Eastern Conference Finals und einmal das NBA-Finale (1994) erreichte, wo sie in sieben Spielen gegen die Houston Rockets verlor. Oakley, der stets für 11 Punkte und 12 Rebounds pro Spiel gut war, avancierte mit seiner körperbetonten Art zu verteidigen zum Publikumsliebling.
1994 wurde Oakley nach einer starken Saison ins All-Star-Team und ins All-Defense-Team der besten Abwehrspieler gewählt. 1998 wurde der mittlerweile 35-jährige Oakley für Marcus Camby zu den Toronto Raptors transferiert, wo er Star Vince Carter den Rücken freihielt. Im Herbst seiner Karriere spielte Oakley je ein Jahr bei den Chicago Bulls, den Wizards und den Rockets, ehe er im Alter von 40 Jahren nach 1.282 Spielen aufhörte. Zur Saison 2010/11 wurde er Assistenztrainer bei den Charlotte Bobcats, trat jedoch im Dezember 2011 zurück. Später wurde er als Trainer in der Liga Big3 tätig.

## Sonstiges
Oakley war während seiner Karriere für mehrere persönliche Fehden bekannt. Mit Charles Barkley kam es sowohl auf als auch abseits des Platzes zu Schlägereien. Tyrone Hill von den Philadelphia 76ers verlor gegen Oakley einmal in einem Würfelspiel eine Summe von 54.000 US-Dollar, weigerte sich aber zu zahlen: Oakley bedrohte ihn so lange, bis Hill die Summe plus „Zinsen“ von nochmals 54.000 US-Dollar bezahlte.

## Privat
Oakley besitzt einen Abschluss in Betriebswirtschaft.

## Werke
- mit Frank Isola und einem Vorwort von Michael Jordan: The Last Enforcer: Outrageous Stories from the Life and Times of One of the NBA’s Fiercest Competitors. Gallery, 2022, ISBN 978-1-9821-7564-1.